# Úmluva o zachování živých mořských zdrojů Antarktidy
Úmluva o zachování živých mořských zdrojů Antarktidy (Convention on the Conservation of Antarctic Marine Living Resources) je směrnice, která je součástí Antarktického smluvního systému. Sepsána byla 20. května 1980, v účinnosti je od 7. dubna 1982. Její dodržování střeží Komise pro zachování živých mořských zdrojů Antarktidy (CCAMLR – Commission for the Conservation of Antarctic Marine Living Resources), která sídlí v Hobartu na Tasmánii. Účelem je zachování mořského života i životního prostředí Antarktidy a zejména ochrana mořského krilu, na němž potravně závisí mnoho ryb i ptáků.

## Obsah smlouvy
- Preambule – je nutné chránit integritu ekosystému moří obklopujících Antarktidu
- Článek 1 – opatření platí pro živé mořské zdroje (populace ryb, měkkýšů, korýšů a všech ostatních druhů živých organismů, včetně ptáků) v oblasti jižně od 60. rovnoběžky jižní šířky
- Článek 2 – cílem úmluvy je zachování živých mořských zdrojů; využívání těchto zdrojů nesmí ohrozit schopnost přirozené reprodukce druhu a porušení ekologické rovnováhy mezi jednotlivými druhy
- Článek 3 – Článek 5 – smluvní strany budou postupovat v souladu se Smlouvou o Antarktidě
- Článek 6 – úmluva respektuje Mezinárodní úmluvu o regulaci velrybářství a Úmluvu o ochraně antarktických tuleňů
- Článek 7 – bude zřízena Komise pro zachování živých mořských zdrojů
- Článek 8 – Komise má právo vymáhat na územích všech smluvních stran plnění požadavků této úmluvy
- Článek 9 – Komise má usnadnit výzkum živých mořských zdrojů a mořského ekosystému Antarktidy, shromažďovat údaje o stavu a změnách v populacích živých mořských zdrojů a faktorech, které tyto populace ovlivňují, tyto informace rozšiřovat a publikovat, identifikovat potřebu ochrany přírody a analyzovat účinnost přijatých opatření, vydávat pokyny a omezení lovu
- Článek 10 – Komise upozorní na jakoukoliv činnost, která působí nepříznivě na zachování živých mořských zdrojů Antarktidy
- Článek 11 – Komise bude spolupracovat se smluvními stranami ve snaze o zachování druhů
- Článek 12 – rozhodnutí Komise o podstatných otázkách jsou přijímána konsensuálně, jiná rozhodnutí jsou přijímána prostou většinou hlasů přítomných členů komise
- Článek 13 – sídlem Komise bude Hobart v Tasmánii; Komise se bude scházet každý rok
- Článek 14 – bude zřízen Vědecký výbor pro Zachování živých mořských zdrojů, který bude poradním orgánem Komise
- Článek 15 – Vědecký výbor je místem pro konzultace a spolupráci o sběru, studiu a výměně informací o živých mořských zdrojích; pravidelně hodnotí stav populací živých mořských zdrojů Antarktidy, analyzuje údaje o přímém a nepřímém vlivu lovu na tyto populace; vyhodnocuje vlivy navrhovaných změn, formuluje návrhy na provádění mezinárodních a vnitrostátních programů výzkumu živých mořských zdrojů
- Článek 16 – první setkání Vědeckého výboru se uskuteční za tři měsíce po prvním setkání Komise pro zachování živých mořských zdrojů; poté se bude scházet tak často, jak to bude vyžadovat plnění jeho funkcí
- Článek 17 – výkon funkce Komise zajišťují tajemník a sekretariát
- Článek 18 – oficiálním jazykem Komise a Vědeckého výboru jsou angličtina, francouzština, ruština a španělština
- Článek 19 – na každém výročním zasedání přijímá komise svůj rozpočet a rozpočet Vědeckého výboru; každý člen přispívá do rozpočtu
- Článek 20 – členové Komise poskytují Komisi i Vědeckému výboru nutné statistické, biologické i jiné údaje, informace o své rybolovné činnosti, informace o krocích podniknutých k provádění ochranných opatření
- Článek 21 – každá smluvní strana přijme vhodná opatření k zajištění cílů této úmluvy
- Článek 22 – každá smluvní strana zajistí, aby nikdo neprovozoval žádnou činnost v rozporu s cílem této úmluvy
- Článek 23 – Komise i Vědecký výbor budou spolupracovat s dalšími organizacemi s podobným cílem
- Článek 24 – k zajištění dodržování ustanovení této úmluvy bude použit systém kontrol, vytvořený Komisí pro zachování živých mořských zdrojů
- Článek 25 – případný spor o výkladu nebo použití této úmluvy budou smluvní strany řešit mírovým jednáním; v případě, že nebude dosaženo dohody, bude spor řešit Mezinárodní soudní dvůr
- Článek 26 – úmluva bude otevřena k podpisu v Canbeře od 1. srpna do 31. prosince 1980
- Článek 27 – úmluva podléhá ratifikaci, přijetí nebo schválení signatářskými státy; tyto listiny budou uloženy u australské vlády
- Článek 28 – úmluva vstoupí v platnost třicátý den po dni uložení osmé listiny o ratifikaci
- Článek 29 – k úmluvě může přistoupit jakýkoliv další stát
- Článek 30 – úmluva může být kdykoli pozměněna
- Článek 31 – od úmluvy je možné odstoupit 30. června každého roku
- Článek 32 – depozitář oznámí všem smluvním stranám podpisy této úmluvy a uložení listin o ratifikaci, přijetí, schválení nebo přistoupení i datum vstupu v platnost této úmluvy a jakýchkoli jejích změn
- Článek 33 – úmluva bude uložena u australské vlády